# 設計図
設計図（せっけいず）
1. 設計のための図面。本項で述べる
2. ネーム-漫画用の設計図

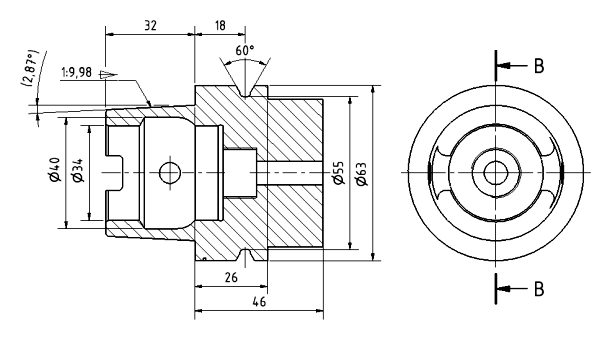
工作機械部品の設計図

3. 絵コンテ-映像撮影前に用意されるイラストによる表であり、映像の設計図
4. DNA/遺伝子-原体を構成する成分の設計図
5. 認知アーキテクチャ クラス (コンピュータ)

設計図は、要件を定義するために用いられた設計項目や種類を、完全かつ明確にするため製図・作図された図・図面。
単に絵柄で描き表すだけでなく、アイデアや情報をあるマインドから別のマインドに伝えるグラフィカルな言語手段でもある。

## 歴史
物体の技術的構造を描写する図面は古くから存在しており、そして精密で実用的な図面はルネサンス時代に行われたレオナルド・ダ・ヴィンチの図面から近代的な設計図があり、フランスにその後正確な規則性を有し正投影という形式で描写していた時点で、このとき産業革命は初期段階にあった。イザムバード・キングダム・ブルネルのLTC Roltの伝記
では、父親のマーク・イザムバード・ブルネルによると、「マークのブロック制作機械が1799年から英国の工学技術に貢献したがフランスのはこちらの機械よりもはるかに大きかった。私たちが現在メカニカルドローイングと呼んでいる2次元平面上に3次元物体を提示する技術を習得していたと仮定することは簡単。それはガスパール・モンジュによって進化させてきた、メジエール工兵学校に1765年残っていた描写成果を1794年まで軍事秘密にした、したがって、イギリスでは知られていなかっただけだ。」

## 芸術的な描写との関係
ドローイングにはエンジニアリングドローイングと芸術的なタイプのドローイングがあり、単に「ドローイング」と呼ばれることもある。エンジニアリング・ドローイングは、絵画風に作成するという点で、芸術的なドローイングのようないくつかの特徴を共有しています。しかし、芸術作画の目的は感情や芸術的感受性を何らかの形で（主観的印象）伝えることであるが、工学的描写の目的は情報（客観的な事実）を伝えることである 。この事実に続く帰結の1つは、誰もが独自の鑑賞感を持っており、誰でも芸術的描写は楽しむことができるのに対し、エンジニアリングの描写は（あらゆる言語のように）理解するためには（他の言語と同様に）解釈の客観的共通性が必要とされる 。実際、技術設計図は自然言語よりも正確で曖昧な言語に発展した。この意味では、通信能力のプログラミング言語に似通っている。技術設計図面は、情報を正確に伝え、曖昧さをほとんど感じないように広範な規則を使用して作成されている。

## 他のテクニカルドローイングタイプとの関係
設計図を作成するプロセスとその作成スキルは、技術図面が一般に工学としてみられていない分野や一部描写にも必要とされるが、これはテクニカルドローイング（technical drawing）もしくはドラフティング（drafting、draughting)と呼ばれることが多い（建築、造園、家具製作、衣服製造の）。
工学的図面を生産する製図工に雇われた人物は、過去にはドラフトマン（draftsmen (or draughtsmen)）と呼ばれていた。これらの用語はまだ使われてはいるが、現在は非ジェンダーとしての固有用語 draftsperson や drafterがより一般的である。

## 専門分野別の慣習への接続
様々な分野が様々にフィールド固有の慣習を持ちながら、一般的な描画規則を共有している。例えば、金属加工内でいくつかのプロセス固有の規則を習い覚えることがある、鋳造、機械加工、製造、及び組立すべてが特別な描画規則を有し、溶接、リベット、継手、および電子部品と製造内を含めさらなる分岐があるためこれらを取扱うそれぞれには専門家だけが覚えておかなければならない詳細事項がいくつか存在することになる。

## 法的手段
設計面は、アイディアを現実のものにするリソースを費やす者に「必要なもの」に関しすべての必要な情報を伝達するための法的文書（法的手段）でもある。したがって、設計図は契約図書の一部である。発注書と一緒に描くだけでなく、任意の補助的な書類（設計変更オーダー[ECO]と呼ばれるアウト仕様）や契約図書に構成される。したがって、結果として生じる製品が間違っている場合、図面によって伝達される指示を忠実に実行している限り作業者または製造業者は責任から保護されている。こうした指示自体が間違っていた場合、それはエンジニアの過失となる。製造と建設は通常、非常に高単価なプロセス（大量の資本と給与を伴う）であるため、エラーに対する責任の問題は各当事者が他者を責めようとし、その無駄なコストを他の責任に割り当てることに大きな法的影響が生じる。これは設計図面を伴う設計競技が何十年にもわたって正確かつ明白状態へと進化をとげた最大の理由である。

## 標準化と曖昧さ回避
設計図は複雑になり得る構成要素またはアセンブリの要件を指定する。規格は、仕様と解釈の規則を規定している。標準化はまた、異なる言語を話す異なる国の人々が同じ設計図を読んで同じ方法で解釈できるため、国際化をも助けている。
設計図面規格の1つの主要なセットはASME Y14.5とY14.5Mである（近年では2009年に改訂）。図面規格はISO 8015（幾何学的な製品仕様（GPS） - 基礎 - 概念、原則および規則）が現在重要であるが、ASMEは米国で広く適用されている。
2011年には、ISO 8015（Geometrical product specification（GPS） - 基礎 - 概念、原則および規則）の新しい改訂版が発行された。ISO幾何学的製品仕様（GPS）システムの一部がメカニカルエンジニアリング製品ドキュメンテーションで選出すると、ISO GPSシステム全体が選出され、図面「Tolerancing ISO 8015」の記号はオプションであると述べている。これは、ISOシンボルを使用する図面はISO GPSルールにしか解釈できないことを意味している。そのうえでISO GPSシステムを選出しない唯一の方法は、国の規格または他の規格を選出ことである。英国では、2010年にBS8888（技術製品仕様書）が重要事項を促した。

## 媒体
第二次世界大戦後の時代まで何世紀にもわたって、紙やその他の基材（例えば、ベラウム、マイラー）上で鉛筆とペンを使用してすべての設計図が手作業で行われてきた。コンピュータ支援設計（CAD）の出現以来、設計図は、10年ごとに電子媒体でますます発展してきた。今日、ほとんどの設計図面はCADで作製されているが、鉛筆や紙での製作図面が完全に消えているわけではない。
手動製図道具は、鉛筆、ペンおよびインクが含まれさらに定規、T定規、雲形曲線定規、三角定規、分度器、分周器、コンパス、三角スケール、消しゴム、および鋲又はプッシュピン（電源の中で番号を付けるために使用されたスライドルールもあるが、現在は手作業による製図でさえ、ポケット計算機のメリットがありまたは画面上の同等物）などがある。もちろん他には、ドローイングボード（ドラフトボード）やテーブルも含まれる。製作物のデザインミスを発見し、図面に戻って設計図を修正するという、文字通りの行為に触発されたのは、絵画的な言葉である「絵画掲示板に戻る」というイディオムである。製図機は、製図板、ストレートエッジ、パンタグラフ、および他のツールを1つの統合されたドローイング環境に組み合わせることにより、手動製図を支援する装置である。CADは仮想的な同等物を提供している。
図面を作成するには、通常、素図を作成してこれを再生産するため、複数のコピーを生成して工場や現場、ベンダー、会社の保管などに配する。古典的な再生方法は長きに渡り、現代では時代遅れではあるが、これらの用語はそして今日でもはまだ多くの場合文字通り「青写真」もしくはまたは「青図」と呼ばれている理由である青白の外観（たいてい白地に青か青地に白）の設計図である。
今日の設計図面のほとんどのコピーは、より現代的な方法（インクジェットやレーザー印刷）を使用して白い紙に黒または多色の線が表示される。より一般的な用語である「印刷」は、米国では現在、エンジニアリング図面の紙コピーの意味で一般的に使用されている。CAD図面の場合、元はCADファイルであり、そのファイルのアウトプットは「印刷物」である。

## モデルベース定義との関係（MBD / DPD）
何世紀もの間、設計から製造まで情報を伝達する唯一の方法は設計図面であった。近年、モデルベース定義（MBD）またはデジタル製品定義（DPD）と呼ばれる別の方法が生まれた。MBDでは、CADソフトウェアアプリケーションによってキャプチャされた情報が、Gコードなどの他の言語でコードを作成するCAMアプリケーション（コンピュータ支援製造）に自動的に送られ、ツール（コンピューター数値制御）、3Dプリンター、または（さらに）両方を共用するハイブリッド工作機械であるCNCマシンによって実行される。今日では、情報がデザイナーの精神から製造されたコンポーネント機に移動し、設計図面でコード化されていないことが頻繁になっている。MBDでは、図面ではなくデータセットが法的手段となる。「技術データパッケージ」（TDP）という用語は、設計から生産まで情報を伝達する（3Dモデルのデータセット、設計図面、エンジニアリング変更オーダーなどの情報の完全なパッケージの意味で使用されている（ECO、スペックリビジョン、アドオンなど）。しかし、MBD時代であっても、理論的には将来絵や人間なしで生産が行われる可能性があるにもかかわらず、依然として図面には人間が関与している。CAD / CAMプログラマー、CNCセットアップ作業員、CNCオペレーター、品質保証スタッフ（検査員）や物流担当者（マテリアルハンドリング、受発注、フロントオフィス関数）などである。こうした作業者は多くの場合、MBDデータセットからレンダリングおよびプロット（印刷）することによって、作成作業中に設計図面を活用している。適切な手続きが行われているときには、人が図面を見るとき、その図面が支配的な手段ではないことを示すメモ（MBDデータセットであるため）が明確な連鎖が常に文書化されるのである。こうした場合図面は依然として有用な文書であるが、合法的には「参照のみ」に分類される。つまり、論争や不一致が発生した場合、管理する図面ではなくMBDデータセットが問われる。

## 寸法と公差のシステム
ほとんどの設計図面（所謂参照用でのまたは初期スケッチを除く）は、外形（形状と位置）だけでなく、それらの特性の寸法と許容誤差も伝えている。寸法と許容誤差ではシステムがいくらか進化、最も単純な寸法設定システムは、ポイント間の距離（物体の長さや幅、穴の中心位置など）を指定するだけである。互換性のある製造工程の出現以来、こうした距離寸法はプラスまたはマイナスまたは最小および最大限界タイプの公差を伴う。座標縮尺では一般的な起点を持つデカルト座標ですべての点、線、面、および輪郭を定義することが抱合される。第二次世界大戦後、座標寸法（例えば長方形のみの公差ゾーン、公差積み重ね）の限界から出発して幾何学的寸法と公差（GD＆T）の開発が見出されるまで、座標寸法は唯一最良の選択肢であった。ジオメトリとディメンションの両方（つまり、[形状/場所]とサイズの両方）で最適に論理的な許容誤差となる。

## 共通事項
図面は次の重要な情報を伝達する。
- 幾何線 - オブジェクトの形状。ビューとして表される。フロント、トップ、サイドなどさまざまな角度から見た場合のオブジェクトの表示方法
- 寸法 - オブジェクトのサイズは受け入れられた単位で取り込まれる。
- 公差 - 各次元の許容差。
- 材料・材質 - アイテムの内容を表す。
- 仕上 - 機能的または美的なアイテムの表面品質などを指定。例えば、大量販売される製品は、通常産業機械の内部に入る構成要素よりもはるかに高い表面品質を必要とする。

## 線のスタイルとタイプ

設計図の標準的な線の種類

様々な線スタイルが物理的オブジェクトをグラフィカルに表現。行の種類には次のものがある。
- 可視線 - 特定の角度から直接見えるエッジを描くために使用される連続線。
- 隠れ線 - 直接目に見えない辺を表現するために使用される短い点線。
- 中心線 - は、円形のフィーチャの軸を表すために使用される、一点鎖線と交互に繰り返される。
- 切断面 - 薄線、中破線、または厚く交互に長期および二短破線で面を定義するために使用され得る断面図。
- セクション - カットの結果である断面図のサーフェスを示すために、パターン内の細い線（「カット」または「セクショニング」された材料によって決定されるパターン）。セクションラインは一般に「クロスハッチング」と呼ばれる。
- 創造線 - （図示せず）は、指定された部品またはアセンブリの一部ではない容貌または構成要素を表すために使用される、細長い線である。例えば、テストのために使用されるビレットの端部、またはツーリング図面の焦点である機械加工された製品など。

線は下記のように、各線に名称を与えた文字分類によって分類することもできうる。
- タイプAは、オブジェクトの容貌アウトラインを示す。これらは絵の上で一番太い線であり、HBより柔らかい鉛筆などで描かれている。
- タイプBの線は寸法線であり、寸法、投影、延長、または指導に使用される。2H鉛筆のような、より堅い鉛筆を使用されうる。
- タイプCの線はオブジェクト全体が表示されていない場合で、タイプCの行がブレークに使用される。これらはフリーハンドで描かれており、短いブレークのためにのみ描かれている。2H鉛筆
- タイプDの線はタイプCに類似しているが、これはジグザグになっており、長いブレークの場合のみである。2H鉛筆
- タイプEの線は、オブジェクトの内部特徴の隠れた輪郭を示す。これらは点線で表す。2H鉛筆
- タイプFのラインはタイプFのタイプラインであるが、これらは電気工学の図面に使用される。2H鉛筆
- タイプGの線は、中心線に使用される。これらは点線であるが、10〜20mmの長い線、次いで1mmの間隙、次いで2mmの小さな線である。2H鉛筆
- タイプHのラインは、タイプGと同じであるが、2番目の長いラインはすべて太い。これらはオブジェクトの切断面を示している。2H鉛筆
- タイプkは、オブジェクトの代替位置と、そのオブジェクトがとる行を示します。これらは、10〜20mmの長い線で描かれ、次に小さい隙間、次に2mmの小さな線、次いで隙間、次いで別の小さな線で描かれる。2H鉛筆。

## 略語と記号
多くの技術分野と同様に、20世紀と21世紀の間に、工学的図面には幅広い略語と記号が開発されている。例えば、冷間圧延鋼はCRSと略され、直径はDIA、D、またはabと略される。
製造および機械加工のためコンピュータで作成された図面の出現により、多くの記号が一般的に使用されていない。これは、AMSEやANSI標準のような標準的な教示テキストや制御文書では容易に参照できない不明瞭な要素を含む古い手書き文書を解釈しようとすると、問題を引き起こすためである。例えば、AMSE Y14.5M 1994には、第二次世界大戦の貴重な古い米国海軍図面や航空機製造図に含まれるような重要な情報を伝達する要素は、いくつか除外されている。記号の意図と意味を調べることについて、いくつかは困難なことがある。

## 事例

機械図面の例
次に、エンジニアリング図面の例を示す（同じオブジェクトの等角図は上に示してある）。分かりやすくするために、さまざまな線種が色分けされている。
- ブラック=オブジェクトラインとハッチング
- 赤=隠線
- 青色=ピースまたは開口部の中心線
- マゼンタ=想像線または切断平面線

断面図は、右側の例のように、矢印の方向によって示される。